# Amadou Samoura
Amadou Samoura (sinh ngày 21 tháng 11 năm 2003) là một cầu thủ bóng đá người Pháp thi đấu ở vị trí tiền đạo cho Le Havre.

## Sự nghiệp câu lạc bộ
Anh có trận đấu ra mắt với Quevilly trong trận hòa 0–0 ở Ligue 2 trước Valenciennes vào ngày 6 tháng 11 năm 2021.

## Cuộc sống cá nhân
Mặc dù sinh ra ở Pháp, Samoura có gốc Sénégal.